# Yeşilovaspor
Yeşilovaspor ist ein türkischer Fußballverein aus dem Bezirk Çamdibi des Landkreises Bornova, welches wiederum der Provinz İzmir angehört. Die Mannschaft spielt derzeit in der 5. Liga, der Bölgesel Amatör Lig.

## Geschichte

### Frühe Jahre
Der Verein wurde im Jahre 1954 gegründet. Die Höhepunkte erlebte der Klub in den 1980er Jahren. In der Saison 1979/80 belegte man am Ende der Saison den 8. Platz. Da der Türkische Fußballverband für die darauffolgende Saison die dritte Liga in die zweite Liga überführte, durfte Yeşilova SK in der zweiten Liga teilnehmen. Insgesamt spielte man drei Jahre in der zweiten Liga, von 1980 bis 1983. Seitdem gelang der Sprung in die professionellen Ligen nicht mehr.

### Neuzeit
In der Saison 2012/13 belegte der Verein in der Bölgesel Amatör Lig (7. Gruppe) den 12. Platz und stieg so in die İzmir Süper Amatör Lig ab. Eine Saison später gelang als Meister die Rückkehr in die 5. Liga.

## Ligazugehörigkeit
- 2. Liga: 1980–1983
- 3. Liga: 1970–1977, 1978–1980, 1983–1997, 1998–1999
- BAL: 2012–2013, seit 2014
- regionale Amateurliga: 1954–1970, 1997–1998, 1999–2012, 2013–2014